# フェルナンド2世 (ポルトガル王)
フェルナンド2世（ポルトガル語: Fernando II, 1816年10月29日 - 1885年12月15日）は、ポルトガル女王マリア2世の王配で共同国王。イギリス女王ヴィクトリアおよびその王配アルバートの双方の従兄である。また、ベルギー国王レオポルド1世は叔父、ブルガリア国王フェルディナントは甥にあたる。

## 生涯
1816年、ザクセン＝コーブルク＝ゴータ公子フェルディナント、ハンガリーのマグナート・コハーリ家出身のマリア・アントーニエ・フォン・コハーリの長男として生まれる。
1836年に19歳で女王マリア2世の2度目の夫となった。ポルトガルの法律では、女王との間に子供が生まれた場合に限り、女王の夫が国王の称号を得ることができた。マリア2世は1834年にロイヒテンベルク公アウグストと結婚していたが、子を得られないまま1835年に死別したため、アウグストに国王の称号は与えられなかった。1837年に長男のペドロが生まれたため、フェルナンドはポルトガル国王フェルナンド2世となった。
マリア2世の治世において、統治権は女王に属していたが、マリア2世は多くの問題をフェルナンド2世と共同で解決した。フェルナンド2世は女王との間に子供をもうける役割だけでなく、ポルトガルの政治史においても重要な役割を果たした。
1853年、マリア2世は11番目の子供の出産の際に崩御した。王位継承者のペドロ5世はまだ13歳であったため、フェルナンドが摂政となった。ペドロ5世は1861年に24歳で崩御し、王位はフェルナンドの次男ルイス1世が継承した。
1868年にスペインでイサベル2世を退位に追い込んだフアン・プリム侯は、ボルボン家に代わる新国王に就くようフェルナンドに要請した。フェルナンドは「ポルトガルの独立が保証されるなら、即位して良い」と返答したため話は流れ、サヴォイア＝アオスタ家のアメデーオが1870年に即位した。

## 子女
マリア2世との間には7男4女が生まれた。うち4人は誕生後間もなく死亡している。
- ペドロ5世（1837年 - 1861年）
- ルイス1世（1838年 - 1889年）
- マリア（1840年）
- ジョアン（1840年 - 1861年）　ベージャ公
- マリア・アナ（1843年 - 1884年）　ザクセン国王ゲオルク妃
- アントニア（1845年 - 1913年）　ホーエンツォレルン＝ジグマリンゲン侯レオポルト妃、ルーマニア国王フェルディナンド1世の母
- フェルナンド（1846年 - 1861年）
- アウグスト（1847年 - 1889年）　コインブラ公
- レオポルト（1849年）
- マリア・ダ・グロリア（1851年）
- エウジェニオ（1853年）

マリア2世の死後、1869年にオペラ歌手エリザ・ヘンスラーと結婚した。エリザには1855年に生まれた娘アリシア（父親は不明）がいたが、フェルナンドとの間に子供はできなかった。アリシアは後にポルトガルの海軍士官と結婚し、フェルナンドの死後エリザは娘夫婦の元で暮らした。